# Ramfjord (Tromsø)

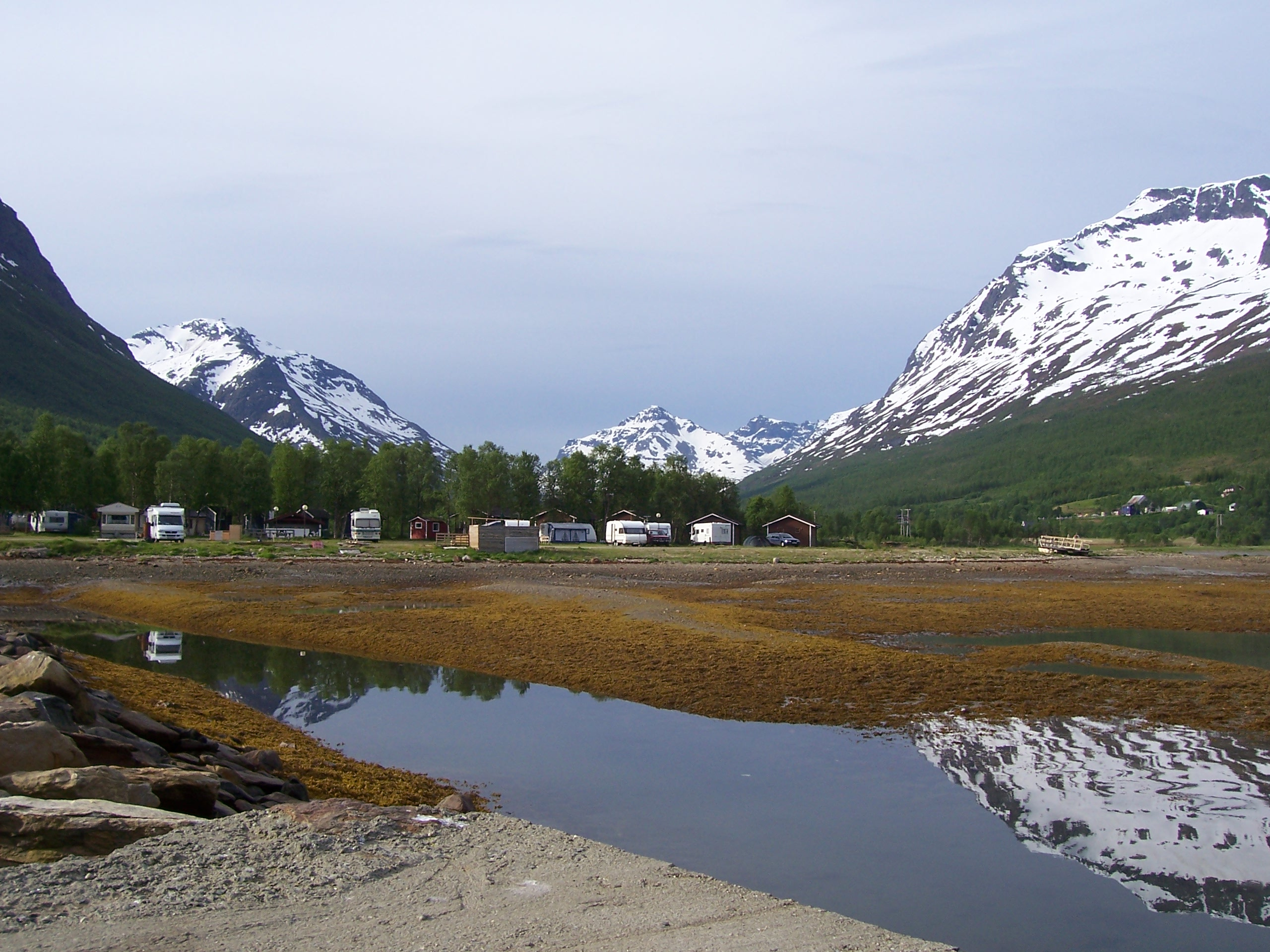
Sørbotn am Ende des Ramfjord

Ramfjord ist ein Siedlungsgebiet (tettsted) und eine Ortschaft in der Gemeinde Tromsø im norwegischen Fylke (Provinz) Troms. Es befindet sich etwa 20 Kilometer südlich vom Stadtzentrum Tromsøs.
Der Ort besteht aus den Ortsteilen Lauksletta, Fagernes/Ramfjordmoen, Sørbotn und Hanslarsanes. Am 1. Januar 2006 hatten diese zusammen 1.055 und der Schulbezirk 1.365 Einwohner. Das Zentrum ist Fagernes. Hier finden sich Grund- und Hauptschule, Kindergarten, Lebensmittelgeschäft und Kiosk. Auf Ramfjordmoen, östlich von Fagernes, befinden sich die Tromsøer Pferderennbahn, eine Forschungsstation der Universität Tromsø (einschließlich der EISCAT-Radaranlagen) und eine Rallycross-Strecke. In Sørbotn findet sich der Ramfjord-Campingplatz.
Die Europastraße 8, der Zugangsweg nach Tromsø, führt durch die meisten Siedlungen. Von Fagernes führt die Provinzstraße 91 in Richtung Nord-Troms.